# Leszek Kazimierz Pawłowicz
Leszek Kazimierz Pawłowicz (ur. 1925, zm. 19 kwietnia 2008 w Warszawie) – polski dziennikarz, komentator Radia Wolna Europa i Głosu Ameryki. 
Jego przodkowie pochodzili ze Żmudzi, on sam przez lata mieszkał na emigracji w Brazylii i Stanach Zjednoczonych. Jako dziennikarz był pracownikiem amerykańskich stacji telewizyjnych ABC i CBS oraz komentatorem Radia Wolna Europa i Głosu Ameryki.  Od 1979 r., pracował w Polsce gdzie piastował funkcję dyrektora warszawskiego biura CBS-News. Na emeryturze współpracował z amerykańskim magazynem World Press Review. 
Pochowany 29 kwietnia 2008 r., na Cmentarzu Czerniakowskim w Warszawie.   